# 1158 Luda
1158 Luda là một tiểu hành tinh vành đai chính bay quanh Mặt Trời. Approximately 19 kilometers in diameter, Nó hoàn thành một chu kỳ quay quanh Mặt Trời là 4 năm. Chu kỳ tự quanh là 7 giờ. Nó được phát hiện bởi Grigory Nikolaevich Neujmin ở Simeis ngày 31 tháng 8 năm 1929. Tên ban đầu của nó là 1929 QF.